# Portret Stanisława Augusta Poniatowskiego w stroju koronacyjnym
Portret Stanisława Augusta Poniatowskiego w stroju koronacyjnym – obraz olejny namalowany przez włoskiego malarza Marcella Bacciarellego w latach 1768–1771 znajdujący się w Pokoju Marmurowym Zamku Królewskiego w Warszawie.

## Opis obrazu
Portret przedstawia króla Polski i wielkiego księcia litewskiego Stanisława Augusta Poniatowskiego w ujęciu en pied. Monarcha ubrany jest w srebrzysty szustokor i spodnie, purpurowy płaszcz koronacyjny podbity gronostajami i w Łańcuch Orderu Orła Białego na szyi oraz miecz ceremonialny u lewego boku. Poniatowski stoi, ujmując się pod lewy bok, prawą dłonią wsparty o regiment; na stole po lewej leżą korona i jabłko królewskie, po prawej znajduje się tron a w tle po lewej kolumna, po prawej zaś ciemnozielona kotara.
Postać króla jest lekka, wytworna, pełna elegancji i wdzięku, co odpowiadało ówczesnej modzie.

## Wersja z roku 1792
Na zamku w Gołuchowie, oddziale Muzeum Narodowego w Poznaniu, znajduje się późniejsza wersja Portretu Stanisława Augusta Poniatowskiego. Obraz należał do kolekcji Izabeli z Czartoryskich Działyńskiej. Wcześniej obraz ten należał do właściciela dóbr dobrzyckich - generała Augustyna Gorzeńskiego - adiutanta S. A. Poniatowskiego (król ofiarował ten obraz Gorzeńskiemu, o czym świadczy napis na odwrocie portretu). Od końca XVIII wieku do 1879 znajdował się w pałacu w Dobrzycy. W 1879 został przez kolejnych właścicieli Dobrzycy - Bandelowów sprzedany na licytacji Janowi Działyńskiemu, mężowi Izabelli z Czartoryskich. W XX w. portret był reprodukowany w podręcznikach szkolnych. Jest to obraz olejny malowany na płótnie o rozmiarach 283 x 180,5 cm. Należy do kolekcji Muzeum Narodowego w Poznaniu (MNP Mp1).